# Ковальская, Елизавета Николаевна
Елизаве́та Никола́евна Кова́льская (урождённая Солнцева, по второму мужу Маньковская) (17 (29) июня 1851(?)—1943) — русская революционерка-народница, член организации «Чёрный передел».

## Биография
Внебрачная дочь крепостной крестьянки и полковника Солнцева. Родилась в деревне Солнцево Харьковской губернии Российской Империи 17 (29) июня. Год рождения точно неизвестен. В автобиографии Ковальская писала: «Год моего рождения в разных бумагах значится разный: в одном документе — 49, в другом — 50, а в третьем — 52 г. Какой действительный — не знаю».
В 1870-х годах вела революционную работу в Харькове и Санкт-Петербурге. Обладала несколькими домами в Харькове. Превратила один из своих домов, известный как «Розовый дом», в просторную школу социализма и феминизма, в которой преподавала бедным модисткам азы знаний, а более развитым женщинам рассказывала об утопическом социализме и учении о женских правах. Когда полиция закрыла школу, Солнцева-Ковальская, оставив феминизм, уехала в Петербург. Занималась распространением нелегальной литературы, вела пропаганду. В разное время состояла в таких революционных организациях как «чайковцы», «Земля и воля», «Чёрный передел». В начале 1880 года вместе с Н. П. Щедриным организовала в Киеве «Южнорусский рабочий союз», но 22 октября была арестована.
В мае 1881 года была приговорена к вечной каторге. Была помещена в Иркутскую тюрьму, откуда 16 февраля 1882 года при помощи Южаковой бежала, но была вскоре вновь арестована. Прибыла на Карийскую каторгу в 1882 году. В 1888 году отказалась встать при приходе инспектировавшего тюрьму приамурского генерал-губернатора А. Н. Корфа, за что была переведена Верхнеудинский тюремный замок в строгое одиночное заключение. Протест другой политзаключённой Надежды Сигиды против насильственного увоза Ковальской из Усть-Карийской тюрьмы явился прологом Карийской трагедии 1889 года.
Участвовала в нескольких голодовках, побегах, находилась в одиночном заключении, сидела в карцере. После 3-го неудачного побега в 1890 году была отправлена в Горный Зерентуй.
В 1891 году пожизненная каторга была заменена 20-летней. В сентябре 1892 года освобождена на жительство вне тюрьмы и переведена в Кадаю, затем в Зерентуй. Получила разрешение ездить в Нерчинский Завод, обучать учеников переплетному ремеслу. В Нерчинском заводе организовала бесплатную публичную библиотеку. Распространяла нелегальную литературу, вела пропаганду. Бесплатно работала сестрой милосердия в волостном приемном покое.
С каторги освобождена в 1901 году с поселением в Якутской области. По состоянию здоровья некоторое время проживала в Верхнеудинске.
Выйдя замуж за австрийского подданного, поляка Мечислава Маньковского (род.1862), осуждённого на каторгу члена партии «Пролетариат», была вместе с ним (как иностранная подданная) выслана из России в Австрию в 1903 году, без права въезда в Россию. Из Австрии переехала жить в Швейцарию, где в 1904 году вступила в партию эсеров. В 1907 году эсерка Татьяна Леонтьева убила выстрелом из револьвера французского гражданина Мюллера, указанного ей кем-то, как русского министра П. Н. Дурново Швейцарские власти обвинили Е. Н. Ковальскую в организации данного террористического акта. Ковальская бежала во Францию, но через два месяца была арестована в Париже международной полицией. Однако к тому времени выяснилась непричастность Ковальской к делу Леонтьевой и она была освобождена.
В 1909 году издавала с группой максималистов в Париже журнал «Трудовая Республика». В конце 1917 года вернулась в Россию.
В 1918 году в 68 лет поступила на работу научным сотрудником в Петроградский историко-революционный архив. В 1923 году в 73 года переехала в Москву, была членом редколлегии журнала «Каторга и ссылка».
Член Всесоюзного общества бывших политкаторжан и ссыльнопоселенцев.
С 1923 года жила в Московском Доме ветеранов революции имени Ильича, находившемся в здании бывшей богадельни имени Степана и Анны Тарасовых (Шаболовка, 4, ныне Пенсионный фонд РФ).
Во время Великой Отечественной войны эвакуирована на восток. Умерла в эвакуации.

## Мужья
- Ковальский, Яков Игнатьевич — в 1870—1871 гг.
- Маньковский, Мечислав — с 1902 г.

## Литературные труды
- «Из моих воспоминаний (К статье А. И. Корниловой)». — «Каторга и ссылка». 1926. Кн. 1(22), С.31-34;
- Первая типография «Черного передела». — «Кат. и ссылка». 1929. Кн. 1(50). С.61-63;
- «Мои встречи с С. Л. Перовской. Отрывки из воспоминаний» — «Былое». 1921. № 16. С.42-48;
- «Южно-русский рабочий союз. 1880—1881». М.,1926, др. публ. — «Былое». 1904. № 6; 1906. № 2.
- «Страничка из жизни Г. В. Плеханова». — «Кат. и ссылка». 1924. Кн. 6(13). С.25-30;
- «О Южаковой и Бачине». — «Кат. и ссылка». 1926. Кн. 1(22). С.236-238;
- «В горном Зерентуе 90-х годов». — в кн. «Кара и другие тюрьмы Нерчинской каторги» М.,1927. С.151-160 (с портр);
- «Женская каторга. Из воспоминаний». — В кн. «Карийская трагедия (1889)» Пб.,1920. С.5-29;
- «К статье Ивановской о Сигиде» — «Кат. и ссылка», 1929. Кн.11(60). С.128-131.
- Брошюра «О происхождении южно-русских рабочих союзов» (?).
- Автобиография в кн. «Автобиографии рев. деятелей рус. соц. движения 70-80-х гг». Т.40. 1927.
- «Мое знакомство с Командо Гогелиа (Оргениани)». — «Кат. и ссылка». 1925. № 3. С.212-214 (1903, 1908—1909)[3].